# Каштел Штафилић
Каштел Штафилић је насељено место у саставу града Каштела, Сплитско-далматинска жупанија, Република Хрватска.

## Историја
До територијалне реорганизације у Хрватској налазио се у саставу старе општине Каштела.

## Становништво
На попису становништва 2011. године, Каштел Штафилић је имао 3.042 становника.
| Број становника по пописима | Број становника по пописима | Број становника по пописима | Број становника по пописима | Број становника по пописима | Број становника по пописима | Број становника по пописима | Број становника по пописима | Број становника по пописима | Број становника по пописима | Број становника по пописима | Број становника по пописима | Број становника по пописима | Број становника по пописима | Број становника по пописима | Број становника по пописима |
| --------------------------- | --------------------------- | --------------------------- | --------------------------- | --------------------------- | --------------------------- | --------------------------- | --------------------------- | --------------------------- | --------------------------- | --------------------------- | --------------------------- | --------------------------- | --------------------------- | --------------------------- | --------------------------- |
| 1857                        | 1869                        | 1880                        | 1890                        | 1900                        | 1910                        | 1921                        | 1931                        | 1948                        | 1953                        | 1961                        | 1971                        | 1981                        | 1991                        | 2001                        | 2011                        |
| 644                         | 655                         | 657                         | 717                         | 820                         | 890                         | 1.014                       | 934                         | 985                         | 1.129                       | 1.269                       | 1.398                       | 1.625                       | 2.014                       | 2.650                       | 3.042                       |

Напомена: Од 1869. до 1910. исказује се под именом Штафилић.

### Попис1991.
На попису становништва 1991. године, насељено место Каштел Штафилић је имало 2.014 становника, следећег националног састава:
| Попис 1991.‍   | Попис 1991.‍  | Попис 1991.‍ | Попис 1991.‍ | Попис 1991.‍ |
| ------------- | ------------ | ----------- | ----------- | ----------- |
|               |              |             |             |             |
| Хрвати        | Хрвати       |             | 1.841       | 91,41%      |
| Срби          | Срби         |             | 38          | 1,88%       |
| Југословени   | Југословени  |             | 15          | 0,74%       |
| Словенци      | Словенци     |             | 8           | 0,39%       |
| Црногорци     | Црногорци    |             | 8           | 0,39%       |
| Чеси          | Чеси         |             | 6           | 0,29%       |
| Муслимани     | Муслимани    |             | 5           | 0,24%       |
| Пољаци        | Пољаци       |             | 2           | 0,09%       |
| Мађари        | Мађари       |             | 1           | 0,04%       |
| Немци         | Немци        |             | 1           | 0,04%       |
| Русини        | Русини       |             | 1           | 0,04%       |
| Словаци       | Словаци      |             | 1           | 0,04%       |
| остали        | остали       |             | 2           | 0,09%       |
| неопредељени  | неопредељени |             | 22          | 1,09%       |
| непознато     | непознато    |             | 63          | 3,12%       |
| укупно: 2.014 |              |             |             |             |